# Жанатлек (Акмолинская область)
Жанатлек (каз. Жаңатілек) — село в Зерендинском районе Акмолинской области Казахстана. Входит в состав сельского округа им.Сакена Сейфуллина. Код КАТО — 115673300.

## География
Село расположено на севере района, в 75 км на север от центра района села Зеренда, в 5 км на север от центра сельского округа посёлка Бирлестик.

### Улицы[2]
- ул. Бирлик,
- ул. Орталык.

### Ближайшие населённые пункты
- посёлок Бирлестик в 5 км на юге,
- село Горькое в 6 км на севере,
- село Сейфуллино в 13 км на юго-западе.

## Население
В 1989 году население села составляло 152 человек (из них казахов 100%).
В 1999 году население села составляло 157 человек (90 мужчин и 67 женщин). По данным переписи 2009 года, в селе проживало 117 человек (63 мужчины и 54 женщины).
| Численность населения | Численность населения | Численность населения |
| 1989                  | 1999                  | 2009                  |
| --------------------- | --------------------- | --------------------- |
| 152                   | ↗157                  | ↘117                  |